# 정승교
정승교는 대한민국의 배우이다.

## 학력
- 명덕고등학교
- 서일대학 연극영화과

## 출연 작품

### 영화
- 《에리카: 푸른 불꽃》 (2020년) - 준혁 역
- 《비상》 (2009년) - 영화속 주인공 역
- 《본아베띠》 (2009년)
- 《서울공략》 (2005년)
- 《남남북녀》 (2003년) - 조호철 역

### 드라마
- 《한국사기》 (KBS1, 2017년) - 근초고왕 역
- 《빠스껫 볼》 (tvN, 2013년) - 배성원 역
- 《보고싶다》 (MBC, 2012년) - 최보라를 성폭행 한 남자 역
- 《해운대 연인들》 (KBS2, 2012년) - 육탐희 보디가드 역
- 《해피앤드 101가지 부부이야기 - 아내의 주홍글씨》 (채널A, 2011년) - 승우 역
- 《도망자 플랜 B》 (KBS2, 2010년) - 이형사 역
- 《추노》 (KBS2, 2010년) - 백호 수하 역
- 《한성별곡》 (KBS2, 2007년) - 서 내관 역

### 방송
- 《작전남녀2 : 폭탄스캔들》 (E채널, 2009년)

## 광고
- 2010년 삼성전자 애니콜 shape폰(유이와 공동출연)

## 수상
- 2006년 멘즈헬스 쿨가이 컨테스트 오휘포맨상